# Pavé (voie)

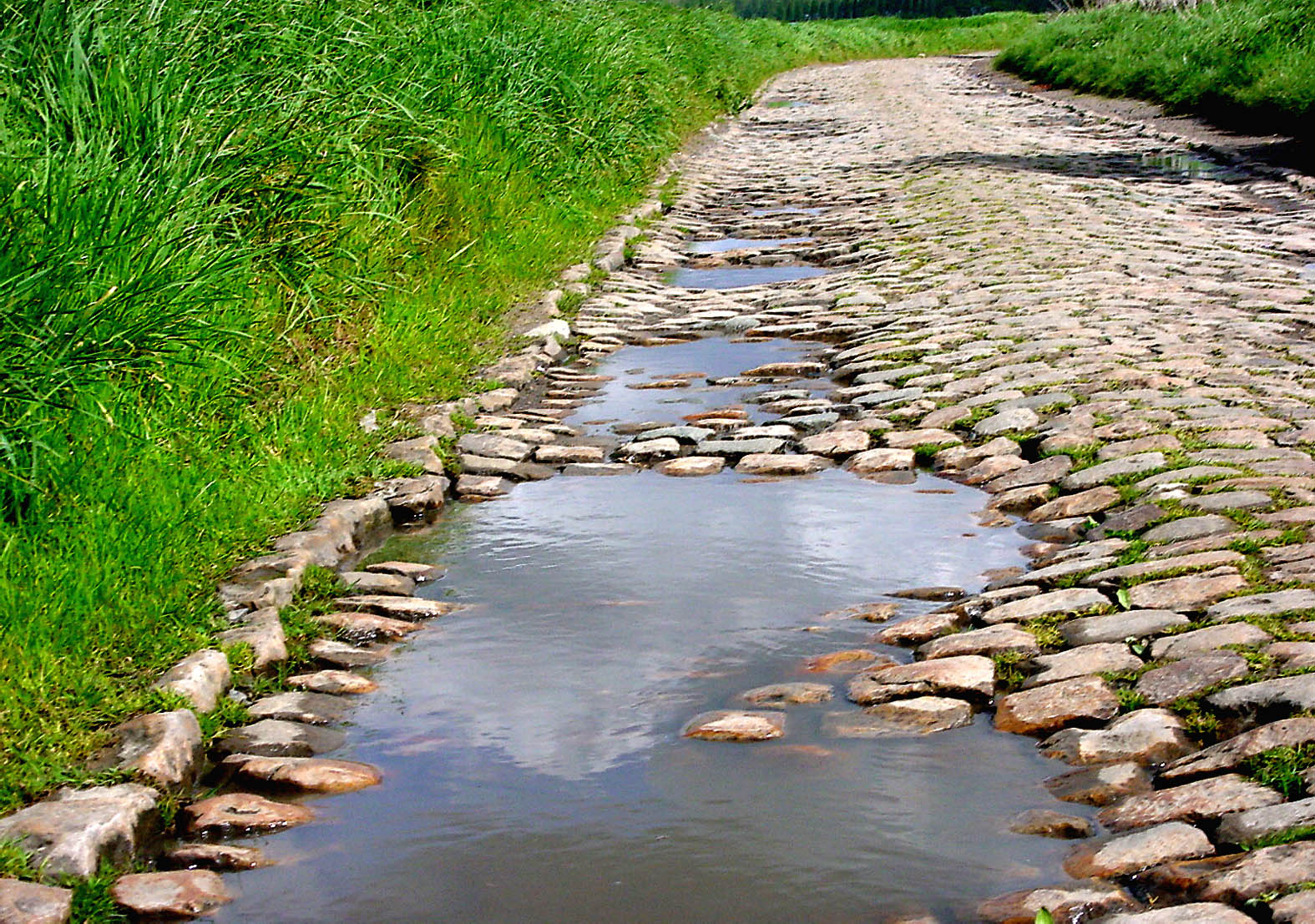
Pavés anciens du nord de la France, près de Lille (Lesquin).

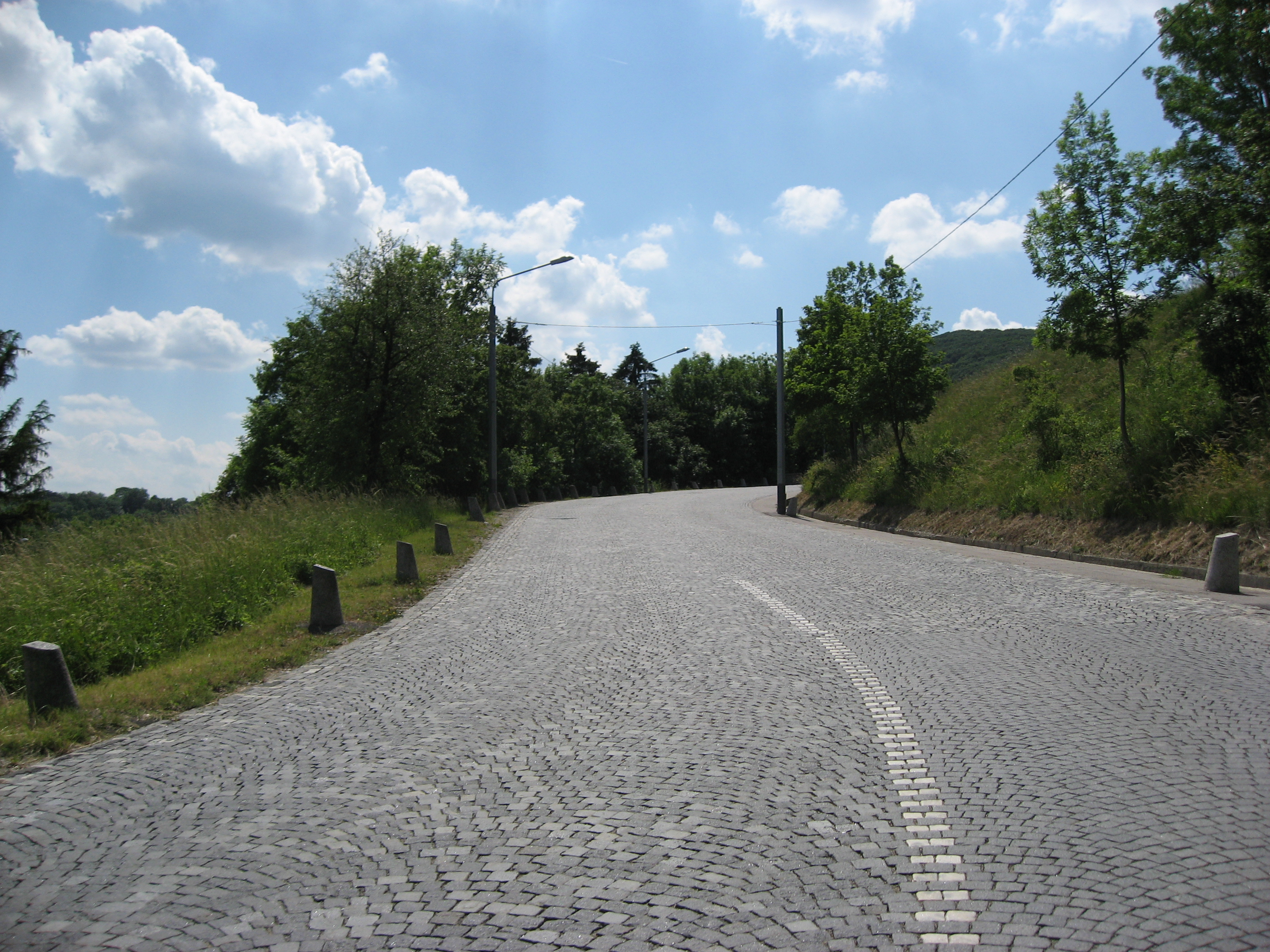
Route pavée moderne entre Cobenzl et Kahlenberg.

Un pavé est par extension de langage, et anciennement, une voie (rue, route...) . Cette voie peut être faite de pavés ou anciennement faite de pavés. Un pavé n'est donc pas obligatoirement recouvert de pavés, mais peut être recouvert par exemple de bitume. 
Un pavé ne doit pas être confondu avec une rue pavée ou une route pavée qui sont elles recouvertes de pavés. 

## Exemples de pavés actuels
- Pavé du Moulin à Lille.
- Pavé de la Chapelle à Houplines.
- Pavé Stratégique à Bondues.

## Exemple de pavé ancien
- Pavé des Gardes à Meudon.